# Orchomenella pinguis
Orchomenella pinguis är en kräftdjursart som först beskrevs av Boeck 1861.  I den svenska databasen Dyntaxa används istället namnet Orchomene pinguis. Enligt Catalogue of Life ingår Orchomenella pinguis i släktet Orchomenella och familjen Lysianassidae, men enligt Dyntaxa är tillhörigheten istället släktet Orchomene och familjen Lysianassidae. Arten är reproducerande i Sverige. Inga underarter finns listade i Catalogue of Life.